# Furcula turbida
Furcula turbida är en fjärilsart som beskrevs av Brandt 1938. Furcula turbida ingår i släktet Furcula och familjen tandspinnare. Inga underarter finns listade i Catalogue of Life.